# EMEA
EMEA er en regional betegnelse for Europa, Mellemøsten og Afrika. Udtrykket bruges ofte til at beskrive et marked. Det er mest udbredt blandt nordamerikanske virksomheder.
| Geografi/geologi | Spire Denne artikel om geografi er en spire som bør udbygges. Du er velkommen til at hjælpe Wikipedia ved at udvide den. |